# Charles Tiebout
Charles Mills Tiebout (12 octobre 1924 - 16 janvier 1968) est un économiste et géographe américain connu pour le « modèle de Tiebout », où il suggère qu'il existe une solution non-politique au problème du passager clandestin dans les collectivités locales. 

## Biographie

### Jeunesse et études
Charles Tiebout est diplômé de l'université Wesleyenne en 1950. Il reçoit son doctorat en économie à l'université du Michigan en 1957. 

### Parcours professionnel
Il est nommé professeur d'économie géographique à l'université de Washington. Il meurt brutalement le 16 janvier 1968 à 43 ans.

## Apports
On associe souvent Charles Tiebout avec le concept de « vote par les pieds ». Ce concept suppose que les individus se déplacent vers des juridictions dont ils sont le plus proche idéologiquement plutôt que de voter pour changer leur juridiction initiale. Cette idée suppose donc que toutes les collectivités deviennent alors de taille optimale.

## Principales publications
- « A Pure Theory of Local Expenditures », The Journal of Political Economy, 1956, vol. 64/5, p. 416-424.
- « Exports and Regional Economic Growth », The Journal of Political Economy, 1956, vol. 64/2, p. 160-164.
- « Community Income Multipliers: A Population Growth Model », Journal of Regional Science, 1960, n° 2(1), p. 75.
- « An Economic Theory of Fiscal Decentralization », NBER, Public Finances, Needs, Sources and Utilization, Princeton University Press, 1961, p. 79-96.
- « An Intersectoral Flows Analysis of the California Economy » (avec W.L. Hansen), The Review of Economics and Statistics, 1963, vol. 45/4, p. 409-418.